# Jairzinho Pieter
Jairzinho Saul Emmanuel Pieter (Willemstad, 11 novembre 1987 – Port-au-Prince, 9 settembre 2019) è stato un calciatore olandese, di ruolo portiere.

## Biografia
Il 9 settembre 2019 muore, all'età di 31 anni a causa di un arresto cardiaco, viene trovato senza vita la mattina del 10 dai compagni di nazionale all'interno della camera d'albergo che l'ospitava.

## Carriera

### Nazionale
Ha debuttato in Nazionale il 14 novembre 2013, nell'amichevole Curaçao-Aruba (2-0). Nel 2017 viene inserito nella lista dei convocati per la Gold Cup 2017.

## Statistiche

### Cronologia presenze e reti in nazionale
| Cronologia completa delle presenze e delle reti in nazionale ― Curaçao | Cronologia completa delle presenze e delle reti in nazionale ― Curaçao | Cronologia completa delle presenze e delle reti in nazionale ― Curaçao | Cronologia completa delle presenze e delle reti in nazionale ― Curaçao | Cronologia completa delle presenze e delle reti in nazionale ― Curaçao | Cronologia completa delle presenze e delle reti in nazionale ― Curaçao | Cronologia completa delle presenze e delle reti in nazionale ― Curaçao | Cronologia completa delle presenze e delle reti in nazionale ― Curaçao |
| Data                                                                   | Città                                                                  | In casa                                                                | Risultato                                                              | Ospiti                                                                 | Competizione                                                           | Reti                                                                   | Note                                                                   |
| ---------------------------------------------------------------------- | ---------------------------------------------------------------------- | ---------------------------------------------------------------------- | ---------------------------------------------------------------------- | ---------------------------------------------------------------------- | ---------------------------------------------------------------------- | ---------------------------------------------------------------------- | ---------------------------------------------------------------------- |
| 15-11-2013                                                             | Willemstad                                                             | Curaçao                                                                | 2 – 0                                                                  | Aruba                                                                  | Amichevole                                                             | -                                                                      |                                                                        |
| 17-11-2013                                                             | Willemstad                                                             | Curaçao                                                                | 1 – 3                                                                  | Suriname                                                               | Amichevole                                                             | -3                                                                     |                                                                        |
| 23-3-2017                                                              | San Salvador                                                           | Curaçao                                                                | 1 – 1                                                                  | El Salvador                                                            | Amichevole                                                             | -1                                                                     | 75’                                                                    |
| Totale                                                                 |                                                                        | Presenze                                                               | 3                                                                      |                                                                        | Reti                                                                   | -4                                                                     |                                                                        |